# Nature morte à la pipe (Rochester)
Pour les articles homonymes, voir Nature morte à la pipe.
Nature morte à la pipe est un tableau du peintre français Georges Braque réalisé en 1913. Cette huile sur toile de format ovale est une nature morte cubiste représentant notamment une pipe, un journal, un verre et un as de pique. Passée par la galerie d'art de Daniel-Henry Kahnweiler à Paris, l'œuvre est conservée depuis 1954 à la Memorial Art Gallery de Rochester, dans l'État de New York, aux États-Unis.